# Leopold Zeman (architekt)
Leopold Zeman (2. září 1929 Vlašim – 18. prosinec 2017 Praha) byl český výtvarník a filmový a televizní architekt.

## Život a dílo
Leopold Zeman se narodil 2. září 1929 ve Vlašimi do rodiny živnostníka, jeho otec – také Leopold – byl cementář a řezník. Od roku 1935 navštěvoval ve Vlašimi obecnou a měšťanskou školu. Již od útlého mládí projevoval výtvarné nadání, které neuniklo pozornosti jeho učitelů, kteří se mu začali věnovat a pomáhali mu jej rozvíjet. Podal si přihlášku na Vyšší průmyslovou školu stavební v Praze a byl přijat. V Praze bydlel u známých a později – po válce – v internátu pod Vyšehradem. Po úspěšném složení maturitní zkoušky nastoupil do projekční kanceláře stavební filmy Václava Müllera ve Vlašimi. Po jejím znárodnění se vrátil do Prahy, kde získal místo v ateliéru národního umělce architekta Jiřího Krohy. Práce v tomto ateliéru na něj natolik zapůsobila, že se rozhodl pro studium architektury na vysoké škole. Od roku 1950 byl studentem Vysoké školy uměleckoprůmyslové v Praze, kde byl žákem profesora Pavla Smetany, který byl v době Zemanova studia rovněž rektorem školy. Studium absolvoval v roce 1955.
Po odsloužení základní vojenské služby nastoupil do Okresního průmyslového podniku ve Vlašimi, kde projektoval například továrnu na motocykly v Divišově. Poté získal práci jako asistent architekta ve Filmovém studiu Barrandov. Podílel se mj. na filmech Hledá se táta (1961, režie František Daniel), Vysoká zeď (1963, režie Karel Kachyňa), Káťa a krokodýl (1965, režie Věra Plívová-Šimková), Pět holek na krku (1967, režie Evald Schorm) nebo Žert (1968, režie Jaromil Jireš), ve kterých asistoval architektu Leoši Karenovi (1927–2012), který po roce 1968 emigroval. V roce 1968 nastoupil jako asistent architekta a záhy jako samostatný architekt do Československé televize, kde působil až do svého odchodu do důchodu. Za více než třicet let strávených v televizi vytvořil scény ke čtyřem stovkám televizních filmů, inscenací, her, pohádek a seriálů. K těm nejznámějším patří tituly jako Bláznova smrt (1973; režie Zdeněk Kubeček), Vlčí halíř (1975; režie Jaroslav Novotný), Pohádka z šafránové louky (1980; režie Vlasta Janečková), Doktor z vejminku (1982; režie Zdeněk Podskalský, Václav Hudeček), Ohnivé ženy (1983; režie Zdeněk Podskalský), Až já budu královna (1984; režie Vlasta Janečková), Ohnivé ženy se vracejí (1986; režie Zdeněk Podskalský), My holky z městečka (1986; režie Vlasta Janečková), O Popelákovi (1986; režie Vlasta Janečková), Ohnivé ženy mezi námi (1987; režie Zdeněk Podskalský), Cyprián a bezhlavý prapradědeček (1997; režie Vlasta Janečková), Vojtík a duchové (1997; režie Vlasta Janečková), Legenda Emöke (1997; režie Vojtěch Štursa), Zimní víla (1999; režie Kryštof Hanzlík) nebo Královský slib (2001; režie Kryštof Hanzlík). V roce 1995 se jako architekt podílel na oceňovaném filmu Golet v údolí režiséra Zeno Dostála.
V závěru své profesionální dráhy pravidelně spolupracoval s Dětskou operou Praha, pro kterou navrhl scény do představení Rychlé šípy (2000), Červená Karkulka (2001), Otvírání studánek (2001), Česká mše vánoční (2001), Malý Mozart (2002), Ejemovic Rézinka (2005) a mnoha dalších.
U příležitosti jeho 85. narozenin uspořádalo Muzeum Podblanicka v roce 2014 v prostorách vlašimského zámku výstavu s názvem Filmový svět Leopolda Zemana, která návštěvníkům představila jeho tvorbu, především tu televizní.
V posledních letech svého života se věnoval kresbě a malbě, inspiraci pro ni nacházel v historii svého rodného města Vlašimi. Leopold Zeman zemřel 18. prosince 2017 ve věku 88 let. Příčinou úmrtí byla cévní mozková příhoda.

## Filmografie (výběrová)

### Film
Jako asistent architekta
- 1960 – Všude žijí lidé
- 1961 – Hledá se táta!
- 1961 – Pohádka o staré tramvaji
- 1962 – Akce Kalimantan
- 1963 – Vysoká zeď
- 1963 – Okurkový hrdina
- 1963 – Naděje
- 1964 – Dvanáct
- 1964 – Strakatí andělé
- 1965 – Ať žije republika
- 1965 – Káťa a krokodýl
- 1967 – Pět holek na krku
- 1967 – Zázračný hlavolam
- 1967 – Noc nevěsty
- 1968 – Vánoce s Alžbětou
- 1968 – Žert

Jako samostatný architekt
- 1995 – Golet v údolí

### Televize
Jako asistent architekta
- 1969 – Pasiáns
- 1970 – Podezření

Jako samostatný architekt
- 1969 – Aksál
- 1970 – Dáma v jezeře
- 1971 – Slečnám nic nevadí
- 1972 – Muž a žena
- 1973 – Bláznova smrt
- 1974 – Svědkové obžaloby
- 1975 – Vlčí halíř
- 1976 – Zákon starého muže
- 1977 – Kam uhnout očima
- 1978 – Robinzoni z Kronborgu (TV seriál)
- 1978 – O vysoké věži
- 1978 – Mapa zámořských objevů
- 1979 – Příbuzenstvo
- 1980 – 20 000 mil pod mořem
- 1980 – Veronika, prostě Nika
- 1980 – Pohádka z šafránové louky
- 1981 – Burácení s Burácem
- 1981 – Proč se vraždí starší dámy
- 1982 – Doktor z vejminku (TV seriál)
- 1983 – Jako kníže Rohan
- 1984 – Až já budu královna
- 1984 – Ohnivé ženy
- 1985 – O mrtvých jen dobře
- 1985 – My holky z městečka (TV seriál)
- 1986 – Pavouk se smaragdovýma očima
- 1986 – Ohnivé ženy se vracejí
- 1986 – O Popelákovi
- 1986 – O rybáři a rybce
- 1987 – Zatmění všech sluncí
- 1987 – Ohnivé ženy mezi námi
- 1987 – O nejchytřejší princezně
- 1988 – Kdo ví, kdy začne svítat
- 1988 – O princi Bečkovi
- 1988 – O zrzavé Andule
- 1989 – O podezíravém králi
- 1989 – Sedm bílých plášťů
- 1989 – V tomhle zámku straší, šéfe!
- 1989 – Rubín má barvu krve
- 1989 – Heřmánci (TV seriál)
- 1990 – O hloupé havířce
- 1991 – Král a zloděj
- 1992 – Kocourkov
- 1993 – Dick Whittington
- 1994 – O zlatém pokladu
- 1995 – O moudré Sorfarině
- 1996 – Jak si pan Pinajs kupoval od kocoura sádlo
- 1996 – O princi Truhlíkovi
- 1997 – Cyprián a bezhlavý prapradědeček
- 1997 – Vojtík a duchové
- 1997 – Legenda Emöke
- 1998 – O Johance s dlouhými vlasy
- 1999 – Zimní víla
- 2001 – Královský slib
- 2003 – Nepodepsaný knoflík